# تحسين منطقي
التحسين المنطقي جزء من التوليف المنطقي في الإلكترونيات وهو عملية إيجاد تمثيل مكافئ للدائرة المنطقية المحددة تحت واحد أو أكثر من القيود المحددة. تقتصر الدائرة عموما على الحد الأدنى من المساحة للشريحة التي تلبي تأخيرًا محددًا مسبقًا.